# Glenn Jones
Glenn Jones (* 27. September 1962 in Jacksonville, Florida) ist ein US-amerikanischer R&B- und Soul-Sänger. Zu seinen erfolgreicheren Liedern zählen Here I Go Again, der 1991/1992 Platz 1 in den Billboard R&B-Charts erreichte, We’ve Only Just Begun (The Romance Is Not Over), Show Me, Stay und I’ve Been Searching (Nobody Like You).

## Leben
Jones begann seine Karriere als Gospelsänger und arbeitete und nahm mit der in Florida ansässigen Gospelgruppe The Modulations auf, bevor er zum R&B wechselte. Seinen ersten Auftritt in der R&B-Szene hatte er 1980, als Norman Connors ihn in einem Lied mit dem Titel Melancholy Fire auf seinem Album Take It to the Limit präsentierte. Das Lied wurde als Single veröffentlicht und kletterte auf Platz 20 der Billboard R&B-Charts.
Jones tourte mit Connors und unterschrieb 1983 einen Vertrag bei RCA Records. Im selben Jahr veröffentlichte er ein fünf Songs umfassendes Mini-Album mit dem Titel Everybody Loves a Winner, das den Top-30-R&B-Hit I Am Somebody enthielt. Sein erstes eigenes Album Finesse wurde 1984 veröffentlicht. Die Single Show Me erreichte Platz 3 der R&B-Charts. Die zweite Single Bring Back Your Love erreichte Platz 18 der R&B-Charts. 1985 begann er mit den Aufnahmen für sein drittes RCA-Album Take It from Me, das 1986 veröffentlicht wurde. Der Titeltrack des Albums wurde im Film Bodycheck verwendet. Nach einem Wechsel zu Jive Records im Jahr 1987 erzielte Jones einen Hit mit We’ve Only Just Begun, der Platz 2 der R&B-Charts des Billboard Magazins erreichte. Der Track war die Lead-Single aus dem Album Glenn Jones, das 1987 veröffentlicht wurde. Sein letztes Album bei Jive war All for You, das auf Platz 27 der R&B-Albumcharts landete. Can We Try Again und der Titeltrack wurden von dem damals weniger bekannten Produzenten Teddy Riley produziert.
1991 wechselte Jones zu Atlantic Records und veröffentlichte das Album Here I Go Again. Die gleichnamige Single war seine einzige, die Platz 1 der R&B-Charts erreichte. Die zweite Single I’ve Been Searchin’ (Nobody Like You) war ebenfalls erfolgreich und erreichte Platz 8 der R&B-Charts. Sein Album Here I Am wurde 1994 veröffentlicht und hatte einen kleinen Hit mit der Ballade Round and Round, die Platz 24 der R&B-Charts erreichte. Jones veröffentlichte 1998 das Album It’s Time und 2002 Feels Good (Peak Records), die beide nicht sehr erfolgreich in den Charts waren.
2024 hatte er einen seiner wenigen Auftritte in Deutschland beim Baltic Soul Weekender.

## Diskografie

### Alben
- 1983: Everybody Loves a Winner
- 1984: Finesse
- 1986: Take It from Me
- 1987: Glenn Jones
- 1990: All for You
- 1992: Here I Go Again
- 1994: Here I Am
- 1998: It’s Time
- 2002: Feels Good
- 2006: Forever: Timeless R&B Classics

#### Mit The Modulations
- 1978: With a Made Up Mind
- 1980: Feel the Fire

### Kompilationen
- 1992: The Best of Glenn Jones
- 1998: Greatest Hits: Giving Myself to You

## Singles
- 1980: Melancholy Fire (mit Norman Connors)
- 1983: I Am Somebody
- 1983: Keep on Doinʼ
- 1984: Show Me
- 1985: Finder of Lost Loves (mit Dionne Warwick)
- 1985: Bring Back Your Love
- 1985: Everlasting Love
- 1986: Giving Myself to You
- 1986: Stay (vom Album Take It from Me)
- 1987: Together (mit Genobia Jeter)
- 1987: We’ve Only Just Begun (The Romance Is Not Over)
- 1987: Oh Girl
- 1988: Living in the Limelight
- 1990: Stay (vom Album All for You)
- 1990: Can We Try Again
- 1991: Here I Go Again
- 1992: I’ve Been Searchin’ (Nobody Like You)
- 1992: Good Thang
- 1994: Round and Round
- 1994: Here I Am
- 1994: It’s Gonna Be Alright
- 1998: Let It Rain
- 1999: Baby Come Home
- 1999: I Think It’s Time
- 2002: Feels Good
- 2002: All That You Need
- 2003: I Wonder Why
- 2022: All for You

## Trivia
- 1993 coverte die britische Girlgroup Eternal Jones’ Track Stay von 1990 und veröffentlichte ihn als ihre Debüt-Single, die Platz 4 in den UK-Charts, Platz 19 in den US-Billboard-Charts und Platz 79 in den Deutschen Singlecharts erreichte.